# Cefoperazone
Il  cefoperazone è un agente battericida facente parte delle cefalosporine di terza generazione.

## Indicazioni
Viene utilizzato come terapia contro innumerevoli agenti batterici, fra cui il Bacteroides fragilis, Enterobacter sp, Klebsiella pneumoniae e lo Streptococcus agalactiae.

## Controindicazioni
Sconsigliato in soggetti con insufficienza renale, da evitare in caso di gravidanza,  ipersensibilità nota al farmaco o in casi di allergia alle penicilline e presenza di colite o di attacchi epilettici.

## Dosaggi
- 2 g. ogni 12 ore (dose massima 4 g.)

## Effetti indesiderati
Il cefoperazone, come il cefmetazolo, contiene una catena laterale di N-metiltiotetrazolo. Quando il cefoperazone viene metabolizzato, rilascia metiltiotetrazolo, che può causare ipoprotrombinemia e trombocitopenia (verosimilmente a causa dell'inibizione dell'enzima vitamina K-epossidoriduttasi) e ridurre l'attività dell'enzima aldeide deidrogenasi, causando una reazione all'alcool simile a quella del disulfiram.
Fra gli effetti collaterali più frequenti si riscontrano rash cutaneo, vomito, malattia da siero, insonnia, cefalea, nausea, diarrea, tromboflebiti.